# Mali mieszkańcy wielkich gór
Mali mieszkańcy wielkich gór / Dżeki i Nuka (jap. シートン動物記 くまの子ジャッキー Shīton dōbutsu-ki kuma no ko Jakkī; Seaton dōbutsuki: Kuma no ko Jacky) – japoński serial animowany z 1977 roku wyprodukowany przez Nippon Animation na podstawie powieści Ernesta Thompsona Setona.

## Fabuła
Akcja toczy się w puszczach Oklahomy na przełomie XIX i XX wieku. Głównymi bohaterami są dwa osierocone niedźwiadki, Dżeki (oryg. Jacky) i Nuka (oryg. Jill), które trafiają pod opiekę indiańskiego chłopca o imieniu Senda (oryg. Ran) oraz jego rówieśniczki Olgi (oryg. Alice), córki białych osadników.

## Wersja polska
Serial emitowany był w Polsce w 1985 roku w ramach telewizyjnej Wieczorynki na TVP1. Polska wersja była dubbingowana, ale piosenkę początkową i końcową pozostawiono w języku hiszpańskim.
W roku 2008 i 2009 dziennik "Polska The Times" dołączał do piątkowego wydania płyty VCD z serią. Wydanie to nie zawierało jednak znanego z telewizji polskiego dubbingu, a wersję lektorską bazującą na niemieckim dubbingu.

### Dubbing
Wersja polska: Studio Opracowań Filmów w Warszawie

Reżyseria: Maria Piotrowska

Dialogi polskie:
- Stanisława Dziedziczak (odc. 1-3, 9-10, 18-20),
- Joanna Klimkiewicz (odc. 4-8),
- Elżbieta Kowalska (odc. 11-17),
- Maria Etienne (odc. 21-26)

Dźwięk: Roman Błocki

Montaż:
- Henryka Machowska (odc. 1-10),
- Gabriela Turant (odc. 11-13, 21),
- Danuta Sierant (odc. 14-20, 22-26)

Kierownictwo produkcji: Andrzej Staśkiel

W wersji polskiej udział wzięli:
- Ewa Złotowska – Jacky
- Danuta Przesmycka – Senda
- Halina Chrobak – Olga
- Czesław Mroczek – Dimas
- Krzysztof Kołbasiuk – Kellian
- Jerzy Tkaczyk – Wódz
- Eugeniusz Robaczewski – Forrester
- Włodzimierz Nowakowski – Fox
- Henryk Łapiński – Pedro

i inni

## Spis odcinków
| N/o | Tytuł polski (dubbing) / DVD Tytuł japoński (kanji)                                                      | Premiera w Japonii   |
| --- | --- | -------------------- |
| 1   | Pierwszy przyjaciel / Początek przyjaźni Hajimete no tomodachi (はじめてのともだち)                      | 7 czerwca 1977       |
| 2   | Niebezpieczeństwo w lesie / Zagrożenie w lesie Mori no kiken (森のきけん)                                | 14 czerwca 1977      |
| 3   | Baw się z nami / Alicja i Nuka Kawaii (かわいい)                                                         | 21 czerwca 1977      |
| 4   | Polowanie / Potężna niedźwiedzica Tsuyoi okā-san (強いおかあさん)                                        | 28 czerwca 1977      |
| 5   | Nie jesteś silna, mamo / Tragiczny koniec Micha ikenai (見ちゃいけない)                                  | 5 lipca 1977         |
| 6   | Gdzie jest mama / Gdzie jest mama? Okā-san wa doko (おかあさんはどこ)                                    | 12 lipca 1977        |
| 7   | Poszukiwanie / Dzielny mały Jackie Yama de no tatakai (山でのたたかい)                                   | 19 lipca 1977        |
| 8   | Cudowne lekarstwo / Cudowny środek Ganbare onii-san! (がんばれお兄ちゃん！)                              | 26 lipca 1977        |
| 9   | Czy łatwo być mamą? / Jak wychować małe niedźwiadki? Taihen na okā-san yaku (大変なお母さん役)           | 9 sierpnia 1977      |
| 10  | Trudna rola opiekuna / Niedźwiedzie polarne Yamagoya no dai sō dō (山小屋の大そうどう)                   | 16 sierpnia 1977     |
| 11  | Bolesne doświadczenia / Bolesna nauczka Itai benkyō (痛い勉強)                                           | 23 sierpnia 1977     |
| 12  | Potrzaski / Pułapka Bonamiego Kiken ga ippai (危険がいっぱい)                                            | 30 sierpnia 1977     |
| 13  | Szerszenie / Gniazdo szerszeni Suzumebachi no wana (すずめばちのわな)                                    | 6 września 1977      |
| 14  | Chorzy z urojenia na niby / Pedro i Paco ponoszą klęskę Inu to hitsuji o yattsukero (犬と羊をやっつけろ) | 13 września 1977     |
| 15  | Podróż do Sacramento / Podróż do wielkiego miasta Seibu no machi (西部の町)                              | 20 września 1977     |
| 16  | W Sacramento / Dzień w Sacramento Taihen na motenashi (大変なもてなし)                                   | 27 września 1977     |
| 17  | Pożar / Pożar! Osoroshii takurami (おそろしいたくらみ)                                                   | 4 października 1977  |
| 18  | Psy myśliwskie / Bolesne pożegnanie Tsurai wakare (つらい別れ)                                           | 11 października 1977 |
| 19  | Nowy właściciel / Nowy właściciel Aenai hibi (あえない日々)                                              | 18 października 1977 |
| 20  | Smutne pożegnanie / Ciężkie dni dla niedźwiedziątek Atarashii kainushi (新しい飼い主)                    | 25 października 1977 |
| 21  | Gdzie są niedźwiadki? / Ucieczka Jakkī yo doko e (ジャッキーよどこへ)                                    | 1 listopada 1977     |
| 22  | Powrót w góry / Powrót pełen przygód Kaette kita yama (かえってきた山)                                   | 8 listopada 1977     |
| 23  | Pożar w lesie / Pożar lasu Moeru taraku yama (もえるタラク山)                                            | 15 listopada 1977    |
| 24  | Nadchodzi zima / Pierwsza zima Fuyu ga kuru (冬がくる)                                                   | 22 listopada 1977    |
| 25  | Są już większe / Nareszcie wiosna Ōkiku natta kuma (大きくなった熊)                                      | 29 listopada 1977    |
| 26  | Powrót w góry / Szczęśliwy powrót do domu Harukanaru taraku yama e (はるかなるタラク山へ)                | 6 grudnia 1977       |